# 1889 aux échecs
| Années des échecs : 1886 - 1887 - 1888 - 1889 - 1890 - 1891 - 1892    |
| Décennies des échecs : 1850 - 1860 - 1870 - 1880 - 1890 - 1900 - 1910 |

Cet article présente les faits marquants de l'année 1889 aux échecs.

## Événements majeurs
- Le championnat du monde d'échecs 1889 voit s'affronter Wilhelm Steinitz et Mikhaïl Tchigorine à La Havane.

## Championnats nationaux
- Empire allemand : Siegbert Tarrasch remporte le championnat du Congrès[1],[2].
- Canada : Richard Fleming remporte le championnat[3].
- Écosse : James Marshall remporte le championnat[4].
- Pays-Bas : Dirk van Foreest remporte le championnat (non officiel).
- Suisse : Max Pestalozzi et Artur Poplawski remportent la première édition du championnat[5]. C'est la première utilisation du système d’appariement suisse.

## Divers
- Première utilisation du système suisse, lors de la première édition du championnat éponyme qui a lieu à Zurich.

## Naissances
- Lajos Asztalos
- Efim Bogoljubov
- Richard Réti

## Nécrologie
- 27 janvier : Frederick Perrin (en)
- 30 avril : Ignác Kolisch